# Герой её романа (фильм, 1984)
«Герой её романа» — советский цветной широкоформатный художественный фильм 1984 года, снятый режиссёром Юрием Горковенко на киностудии «Мосфильм». Снят по рассказу Алексея Каплера «Лопушок».
Премьера фильма состоялась 4 февраля 1985 года.

## Сюжет
Действие фильма происходит в 1927 году в одном из южных городов во времена НЭПа.
Местная оперная труппа, несмотря на массовые изменения в искусстве, решает поставить оперу «Кармен», проводя репетиции во дворе общежития музыкантов, так как театр находится на ремонте. Однако оркестр не слишком проявляет рвение, предпочитая играть на похоронах и в ресторанах. Честный валторнист Ромка Бойцов невольно выдаёт лень своих товарищей.
Ситуация меняется с приходом нового музыкального руководителя, режиссёра Эраста Цыкады, который начинает работу над своей кантатой «Чугун» и ухаживает за юной студенткой консерватории Викой. Наивный Цыкада не знает, что Вику преследует главарь местной шайки Котоусов, который расправляется с её поклонниками. На фоне этих событий Ромка, которого Вика поначалу воспринимает как несерьёзного, неожиданно оказывается тем, кто может защитить её. Постепенно она понимает, что именно он и есть герой её романа.
Коллектив театра понимает, что Цыкада — лишь авантюрист, и изгоняет его, продолжая репетиции оперы «Кармен».

## В ролях
- Галина Беляева — Вика Берсенева
- Владимир Шевельков — Ромка Бойцов

Родители Вики:
- Нина Агапова — мать
- Анатолий Ромашин — отец

Двое из прошлого:
- Владимир Шакало
- Семён Фарада

В остальных ролях:
- Виктор Павлов — Котоусов
- Михаил Козаков — Эраст Цыкада
- Александр Ширвиндт — «Стрелок»
- Ролан Быков — Марио Джузеппе Фаворито
- Михаил Боярский — Ваня Лимонов
- Сергей Мигицко — Юрочка Лялин
- Олег Анофриев — Петя Божко
- Зиновий Гердт — дирижёр
- Леонид Ярмольник — Аполлинарий Полуведерский
- Семён Морозов — Тихонов
- Иван Рыжов — монополист гужевого извоза
- Баадур Цуладзе — Мироныч
- Николай Аверюшкин — начинающий стрелок
- Вячеслав Войнаровский — владелец тира
- Виктор Долгов — танцор
- Антонина Зорина — гостья
- Илзе Лиепа — королева танго
- Виктор Уральский — маэстро по дымам
- Людмила Попова — Милка Божко

Вокальные партии исполняют:
- Олег Анофриев
- Михаил Боярский
- Людмила Гурченко
- Зиновий Гердт
- Лариса Кандалова
- Михаил Козаков
- Георгий Мамиконов

## Съёмочная группа
- Авторы сценария: Вячеслав Вербин, Юрий Горковенко
- Режиссёр-постановщик: Юрий Горковенко
- Оператор-постановщик: Генри Абрамян
- Художник-постановщик: Валентин Вырвич
- Композитор: Виктор Лебедев
- Автор текстов песен: Вячеслав Вербин
- Звукооператор: Андрей Греч
- Запись музыки: Евгений Некрасов
- Режиссёр: Наталья Птушко
- Художник по костюмам: Наталья Фирсова
- Художник-гримёр: Н. Закирова
- Монтажёр: Ольга Назарова
- Балетмейстер: Валентин Манохин
- Постановщик трюков: Г. Попов
- Музыкальный редактор: Минна Бланк
- Редактор: Э. Ермолин
- Директор картины: Анатолий Олонцев
- Государственный симфонический оркестр кинематографии СССР (дирижёр Николай Соколов)
- Ансамбль «Мелодия» (художественный руководитель Борис Фрумкин)

## Критика
Фильм был резко раскритикован. Кинокритик Е. Райская в своей рецензии на страницах журнала «Советский экран» писала:
Фильм «Герой её романа» появился в ответ на давние и постоянные зрительские ожидания встреч с яркими музыкальными кинокомедиями. Восполнил ли он дефицит такого рода лент на нашем экране? Думаю, что нет. И потому прежде всего, что дефицит этот можно разрешить лишь при одном условии — если смех в комедии будет осмысленным, целенаправленным, метким, характеры персонажей — узнаваемыми, достоверными, а сюжет картины — интересным и неожиданным. Всего этого «Герою её романа», к сожалению, недостаёт.Е. Райская
Аналогичное мнение также выразил и кинокритик Сергей Шумаков в газете «Советская культура»:
…фильмы подобного рода (в том числе и фильм «Герой её романа»), увы, создают ложный стереотип существования актёра. И именно он настойчиво внедряется в сознание массового зрителя…С. Шумаков